# 日别克·库兰巴耶娃
日别克·库兰巴耶娃（羅馬化：Jıbek Qūlambaeva；俄語發音：[ʐɨˈbɛk kʊɫɐmˈba(ɪ̯)ɪvə]，2000年3月26日—），也叫库拉巴耶娃，哈萨克斯坦女子网球运动员。
库拉巴耶娃在2018年首次为哈萨克斯坦联合会杯代表队出战。2021年，她成为当年获得ITF女子世界网球巡回赛冠军最多的球员，总共获得1个单打和9个双打冠军。2023年代表哈萨克斯坦参加联合杯和比利·简·金杯。